# チャーミー (洗剤)
チャーミー（Charmy）はライオンから発売されている台所用洗剤。1973年発売。

## 商品概要・歴史
- 1973年8月16日 - 脂肪酸エステル系台所洗剤「チャーミー」発売
- 1982年 - 「チャーミーグリーン」発売
- 1984年 - 「チャーミーグリーン」のCMソングに嶋大輔の「チャーミーダンス」を使用
- 1996年 - 「チャーミーコンパクト」発売
- 1997年4月 - 「全自動チャーミー」発売
- 1999年
  - 2月 - 「全自動チャーミー」改良（組成とデザインを変更）
  - 4月 - 「スーパーチャーミー」発売
- 2000年
  - 3月 - 「チャーミーV」発売
  - 9月 - 「全自動チャーミー」改良（パッケージデザインを変更）
- 2001年
  - 4月20日 - 「チャーミー液ジェル」発売。
  - 9月
    - 「チャーミーV」改良（組成とデザインを変更）
    - 「全自動チャーミー」につめかえ用を追加発売
- 2002年
  - 3月 - 「全自動チャーミー」改良（天然消臭成分ローズマリーエキスを新配合）
  - 9月 - 「チャーミーV」改良（天然由来速乾成分を新配合し、すすぎ後の乾きの速さを向上）
  - 10月5日
    - 「チャーミーV」にポンプタイプ（290ml）を追加発売
    - 「全自動チャーミー」改良（パッケージデザインを変更）。同時にボトルを傾けるだけで1回分を計量できる「片手で使える計量ボトル」を追加発売
- 2003年
  - 9月20日 - 「チャーミーV」に「クイック洗浄メカニズム」を採用して改良した「チャーミーVクイック」を発売
  - 10月 - 「チャーミーマイルド」・「チャーミー液ジェル」のつめかえ用を改良（ボトル形状を変更し、再生ペット樹脂を採用）
- 2004年
  - 3月6日 - 「全自動チャーミー」改良（組成変更により溶けやすさを向上し、アミラーゼの高活性化と漂白成分の増量により、ご飯粒汚れ・茶渋汚れに対する洗浄料を向上）
  - 5月29日 - 「チャーミーリブ」発売
- 2005年
  - 3月5日 - 「パワフルチャーミー」発売
  - 9月14日 - 「チャーミーリブ」改良（「ベタつき除去イオン」を新配合し、洗浄力を向上）、「チャーミーリブマイルド」発売
- 2006年
  - 5月
    - 「チャーミーVクイック」・「チャーミーマイルド」改良（使用時の香り立ちを向上し、パッケージデザインを変更）
    - 「パワフルチャーミー」改良（汚れ分解酵素を2倍配合し、洗浄力を向上）

  - 6月26日 - 「チャーミークリスタ食器洗い機用ジェル」発売
  - 8月23日 - 「チャーミークリスタ食器洗い機用ジェル」のつめかえ用を発売
  - 10月19日 - 「チャーミーVクイック」の数量限定品「ラ・フランス&アップルの香り」・「カシス&ベリーの香り」を発売
- 2007年
  - 3月21日 - 「CHARMY泡のチカラ」発売
  - 4月18日 - 「CHARMY泡のチカラ」のつめかえ用を発売
  - 5月10日 - 「CHARMY泡のチカラ」が発売1ヶ月で売上個数1,000万個突破したことを発表
  - 6月20日 - 「CHARMY泡のチカラ パワーフォーム」発売
  - 9月26日 - 「CHARMY泡のチカラ」に「地中海風オレンジの香り」を追加発売
  - 12月5日 - 「CHARMY泡のチカラ」につめかえ用大型サイズ（870ml）を追加発売
- 2008年
  - 2月6日 - 「CHARMYクリスタ 庫内もすっきりジェル」発売（本製品の発売に先立ち、2007年12月5日に240g入りの「お試しサイズ」を数量限定で発売）
  - 5月21日 - 「チャーミーVクイック」・「チャーミーマイルド」改良（ピュアオイル（天然エッセンシャルオイル）を高配合し、香り立ちも向上）
  - 10月1日
    - 「CHARMY泡のチカラ エクストラクリーン」発売
    - 「CHARMYクリスタ 庫内もすっきりジェル」の商品名を「CHARMYクリスタ ジェル」に改名し、数量限定で増量品（本体510g・つめかえ用470g）を発売
- 2009年
  - 2月19日 - 「CHARMY泡のチカラ」の数量限定品「もぎたてレモンの香り」を発売
  - 3月25日 - 「CHARMYクリスタ パウダー」発売
  - 4月17日 - 「CHARMY泡のチカラ」の数量限定品「早摘みレモンの香り」を発売
  - 9月14日 - 「CHARMY泡のチカラ」改良（泡の分解パワーを20%向上し、「爽やかシードルの香り」と「地中海風オレンジの香り」にはスポンジ除菌機能を、「エクストラクリーン」はふきんの除菌機能を追加）。16日には同年2月に数量限定品として発売されていた「もぎたてレモンの香り」をレギュラー化
  - 12月 - 「チャーミーマイルド」改良（低刺激性・植物由来の洗浄成分を増量）
- 2010年
  - 1月19日 - 「CHARMY泡のチカラ」の数量限定品「ローズヒップ&シトラスの香り」・「フレッシュカモミールの香り」を発売
  - 3月17日 - 「CHARMYクリスタ ジェル」につめかえ用大型サイズ（840g）を追加発売
  - 6月18日 - 「CHARMY泡のチカラ」の数量限定品「パイナップルシャワーの香り」・「シークワーサースカッシュの香り」を発売
  - 10月6日 - 「CHARMY泡のチカラ 手肌プレミアム」発売
- 2011年
  - 1月19日 - 「CHARMY泡のチカラ 手肌プレミアム」の数量限定品「ゆずの香り」を発売
  - 4月6日 - 「CHARMYクリスタ パウダー」改良（ポリカルボン酸塩を増量し、炭酸塩（アルカリ剤）・過炭酸塩（漂白剤）不使用化。容器もスプーン入れ付きのスリムボックスに改良）
  - 9月21日 - 「CHARMY泡のチカラ」改良（ベーシックラインに天然アロマオイルを新配合し、ラインナップを「オレンジアロマの香り」・「アップルアロマの香り」・「ローズアロマの香り」に刷新。「エクストラクリーン」は「除菌EX」に改名し、パッケージリニューアル）
  - 10月26日 - 「CHARMY泡のチカラ 手肌プレミアム」につめかえ用大型サイズ（740ml）を追加発売（既存サイズはパッケージをリニューアルし、同年9月をめどに自然切替）
- 2012年
  - 1月19日 - 「CHARMY泡のチカラ」の数量限定品「アロマセレクション ベリーベリーアロマの香り」を発売
  - 6月19日 - 「CHARMY泡のチカラ」の数量限定品「アロマセレクション アイスシトラスアロマの香り」を発売
  - 8月20日 - 「CHARMY泡のチカラ 手肌プレミアム」の数量限定品「ビューティフルーツの香り」を発売
  - 10月19日 - 「CHARMY泡のチカラ」の数量限定品「アロマセレクション ホワイトフローラルアロマの香り」を発売
- 2013年
  - 1月23日 - 「CHARMY泡のチカラ」の数量限定品「アロマ紀行 プロヴァンスマルシェの香り」を発売
  - 5月17日 - 「CHARMY泡のチカラ」の数量限定品「アロマ紀行 カリビアンリゾートの香り」を発売
  - 8月28日 - 「CHARMYクリスタ 消臭ジェル」発売。同時に、「CHARMYクリスタ ジェル」は「CHARMYクリスタ クリアジェル」に改名し、リニューアル発売
  - 10月1日 - 「CHARMY泡のチカラ」の数量限定品「アロマ紀行 ロマンティックアヴェニューの香り」を発売
- 2014年
  - 1月31日 - 「CHARMY泡のチカラ 手肌プレミアム」の数量限定品「スウィートハーブの香り」を発売
  - 8月27日 - 「CHARMYクリスタ 消臭ジェル」につめかえ用大型サイズ（840g）を追加発売
- 2015年
  - 1月21日 - 「CHARMY Magica（チャーミー マジカ）」発売
  - 4月8日 - 「CHARMY泡のチカラ 手肌プレミアム」のつめかえ用・つめかえ用大型サイズをリニューアル。内容量を増量し、通常サイズは380mlから550mlに、大型サイズは740mlから930mlとなった。
- 2016年
  - 3月16日 - 「CHARMY Magica 除菌+（プラス）」と「CHARMY Magica 無香性」を発売。
  - 5月18日 - 「CHARMY Magica」に、ディズニーアニメーション「ふしぎの国のアリス」のキャラクターをあしらった「"アリス"デザイン」を数量限定で発売（「"アリス"デザイン」は通常品よりも内容量が少ない本体ボトルお試し容量品で、「除菌+」が160ml(通常品は220ml)、それ以外のアイテムは170ml(通常品は230ml)である）[1]。
  - 9月14日 - 「CHARMY Magica 除菌+」に「レモンピールの香り」を追加発売。
- 2017年
  - 3月1日 - 「CHARMY Magica」に、ディズニー作品の主人公として登場するプリンセスをデザインした「"ディズニープリンセス"デザイン」を数量限定で発売。2016年5月に発売された「"アリス"デザイン」同様、通常品よりも内容量が少ない本体ボトルお試し容量品となる。また、ラインナップは「無香性」を除く5種類が設定される[2]。
  - 5月12日 - 「CHARMY Magica 除菌+」に、ロッテの「クールミントガム」とコラボレーションした「クールミントの香り」を数量限定で発売。パッケージデザインもペンギンや氷山をあしらっている[3]。
  - 9月27日 - 「CHARMY Magica 速乾+」を発売。
  - 11月17日 - 「CHARMY Magica」の企画品として、つめかえ用大型サイズ2本と「Kippis」オリジナルデザインポンプボトル（空ボトル）のセット品「Magica×Kippisコラボセット」を数量限定発売。ラインナップは「スプラッシュオレンジの香り」「除菌+」「速乾+ クリアミントの香り」の3種類。
- 2018年
  - 2月7日 - 「CHARMY Magica」に、ディズニーやディズニー/ピクサー作品に登場するキャラクターがデザインされた「ディズニーデザイン」を数量限定で発売。今回は通常品と同容量で、ラインナップは「ハーバルグリーンの香り」と「無香性」を除く6種類が設定される[4]。
  - 6月1日 - 2017年11月に発売された「Magica×Kippisコラボセット」の第2弾を数量限定発売。今回はオリジナルポンプボトルを角型からスリムタイプの円筒形型に変え、ラインナップも「速乾+」2種類のみとなった。
  - 6月 - 「CHARMY Magica」の「スプラッシュオレンジの香り」「フレッシュピンクベリーの香り」「除菌+」「除菌+ レモンピールの香り」をパッケージリニューアル（自然切替）。「除菌+」以外の製品は香りのモチーフが新たに表記された。
  - 7月18日 - 「CHARMY Magica」に「フレッシュグリーンアップルの香り」を追加発売。
  - 9月5日 - 「CHARMYクリスタ」シリーズ（クリアジェル、消臭ジェル）をリニューアル（除菌成分が追加配合される、つめかえ用大型サイズは先行で同年8月に自然切替する形でリニューアル）。
- 2019年
  - 2月27日 - 「CHARMY Magica」に酵素を追加配合し、「CHARMY Magica 酵素+」としてリニューアル。同時に、「除菌+」と「速乾+」はパッケージデザインを変更（自然切替）し、3つのラインでパッケージデザインが統一された。
  - 11月1日 - 「CHARMY Magica」にパッケージデザインと香りを変更した「和-Modern」シリーズを数量限定発売。ラインナップは「酵素+ 和薔薇の香り」、「速乾+ 森とせせらぎの香り」、「除菌+ 和果実の香り」の3種類で、本体は通常品と同容量（220ml）、つめかえ用は大型サイズのみの設定で、通常品よりも減容される（880ml、通常品は950ml）[5]。
- 2020年3月25日 - 「CHARMY Magica 速乾+」をリニューアル（香りのラインナップをシトラスミントの香りとホワイトローズの香りに刷新し、パッケージデザインを変更、つめかえ用大型サイズの内容量を880mlに変更）。同日に「CHARMY Magica 酵素+」と「CHARMY Magica 除菌+」のつめかえ用大型サイズもリニューアル（内容量を880mlに変更）され、「CHARMY Magica 酵素+」と「CHARMY Magica 除菌+」の本体とつめかえ用はパッケージデザインが変更された（3月に自然切替）。
- 2021年
  - 2月24日 - 「CHARMY Magica 速乾+ カラッと除菌」を発売（従来の「CHARMY Magica 速乾+」にまな板とふきんの除菌機能をプラスした製品。香りは「CHARMY Magica 速乾+」から引き継いだ「シトラスミントの香り」と「ホワイトローズの香り」に、新香調の「クリアレモンの香り」を加えた3種類となる）。
  - 9月29日 - ブランド初のスプレータイプの食器用洗剤「CHARMY Magica 一発洗浄スプレー」を発売。同時に「CHAMRY Magica 酵素+」にグレープフルーツの香りを追加発売し、フレッシュオレンジの香りからパッケージ変更に伴って改名したオレンジの香りと合わせて2種類に整理される。
- 2023年3月15日 - 「CHARMY Magica 速乾+ カラッと除菌」をリニューアル（グラスへの水あか付着を抑制して洗って乾いた後に白い跡が付きにくくなる効果を付与。パッケージデザインはブルーとシルバーの2トーン基調に一新。つめかえ用は内容量が変更された(570ml/880ml→550ml/850ml)）。

## 商品ラインナップ
食器用洗剤
CHARMY Magica 速乾+ カラッと除菌
「CHARMY Magica」に食物繊維由来成分と除菌剤を配合した製品。すすぎ後の水切れを早くすることで乾きやすくなり、スポンジ・まな板・ふきんの除菌を可能にしている。香りは「シトラスミントの香り」、「ホワイトローズの香り」、「クリアレモンの香り」の3種類。
CHARMY Magica 酵素+
「CHARMY Magica」に酵素を配合した製品。つけおきにも対応している。香りは「フレッシュオレンジの香り（スプラッシュオレンジの香り→フレッシュオレンジの香り）」と「グレープフルーツの香り」の2種類。
つめかえ用も設定されているが、内容量が従来の「CHARMY 泡のチカラ」よりも増量され、通常サイズは400ml（約2回分）から600ml（約3回分）に。大型サイズは870ml（約4回分）から1000ml（約5回分）になった。その後、「酵素+」へのリニューアルに伴い、内容量が減容（本体:230ml/つめかえ用:600ml/つめかえ用大型:1000ml → 本体:220ml/つめかえ用:570ml/つめかえ用大型:950ml）され、後述する「除菌+」・「速乾+」と内容量が揃えられた。前述したように、2020年3月につめかえ用大型サイズの内容量が880mlに変更された。
CHARMY Magica 除菌+
「CHARMY Magica」をベースに除菌性能を向上させ、スポンジだけでなく、まな板とふきんの除菌も可能にした製品。従来の「CHARMY 泡のチカラ」にラインナップされていた「除菌EX」の実質的な後継製品あたる。フレッシュシトラスグリーンの香り。
CHARMY Magica 一発洗浄スプレー
クレンジング成分を高濃度配合した油汚れに特化したスプレータイプ。ワイドとスポットの切替が可能なトリガー式で、グリル・コンロ・換気扇にも使用が可能なため、キッチン用洗剤としての機能も併せ持つ。
CHARMY 泡のチカラ 手肌プレミアム
マイルドタイプ（「刺激ブロック処方」採用）。ローズヒップの香り。「Magica」への移行のため、「泡のチカラ」では唯一の現行製品となる。
食洗機専用洗剤
CHARMY クリスタ クリアジェル
ジェルタイプ（2種類の洗浄成分配合）。スイートオレンジの香り。
CHARMY クリスタ 消臭ジェル
ジェルタイプ（消臭成分リナロール配合）。シトラスハーブの香り。
業務用製品
CHARMY Magica 除菌+ プロフェッショナル
2016年10月に「CHARMY Magica 業務用」を刷新し、「CHARMY Magica 除菌+」の処方をベースに、洗浄成分の界面活性剤を増量、香りを変更して無着色とした業務用専用仕様となった。ラインナップは従来の「CHARMY Magica 業務用」よりも香りを控えめにした「微香タイプ スプラッシュオレンジの香り」と「微香タイプ ハーバルグリーンの香り」、従来の「CHARMY Magica 無香性 業務用」の後継となる香料無配合の「無香料」の3種類となり、「微香タイプ ハーバルグリーンの香り」には、3.8L入りに加え、1.9L入りも設定された。
チャーミーV
2000年3月発売。アニオン界面活性剤「NRES」と「高速すすぎ成分」を配合。ナショナルブランドの食器用洗剤では初めて、ボトルの色にブルーを採用している。一般用は「チャーミーVクイック」へリニューアル・継承されたが、業務用（2L/4L）のみ継続販売している。
チャーミーグリーン
ライムの香りのレギュラータイプ。なお、コンパクトタイプが普及後も600mlのみ製造・販売を続けていたが、2023年9月をもって製造終了となり、業務用（4L）や法人向けノベルティ用の260mlを残すのみとなった。
ノベルティ向け製品
チャーミーVクイック
「高速すすぎ成分」+「天然由来速乾成分」配合。レモンの香り。260ml/つめかえ用400mlは2023年9月製造終了。法人向けノベルティ用の100ml入りのミニサイズが残るのみとなっている。
CHARMY Magica セット
「CHARMY Magica」のノベルティ用仕様（小ロット一色名入れサービス「ロゴプリ」や後付けのシール貼りに対応するため、ラベル正面下部に空欄のスペースがある）のセット。「酵素+ オレンジの香り」と「速乾+カラッと除菌 シトラスミントの香り」の2本入となるMGC-2に加え、2023年9月にMGC-2のセット内容に「除菌+」を追加した3本入のMGC-3が追加発売された。
製造終了品
チャーミー
手にやさしい脂肪酸系洗剤。「チャーミーグリーン」へ継承
チャーミーコンパクト
スーパーチャーミー
チャーミー液ジェル
チャーミーリブ
フルーツ酸配合。
チャーミーリブマイルド
敏感肌用。海洋性コラーゲン配合。
CHARMY泡のチカラ パワーフォーム
2009年3月で製造終了。
CHARMY泡のチカラ 爽やかシードルの香り
リニューアルに伴い、「アップルアロマの香り」へ継承。
CHARMY泡のチカラ 地中海風オレンジの香り
リニューアルに伴い、「オレンジアロマの香り」へ継承。
CHARMY泡のチカラ もぎたてレモンの香り
リニューアルに伴い、2011年9月製造終了。
CHARMY 泡のチカラ オレンジアロマの香り/ローズアロマの香り/アップルアロマの香り
「CHARMY Magica」発売に伴い、2015年1月製造終了。
CHARMY 泡のチカラ 除菌EX
「泡のチカラ」に「除菌ミネラルイオン」を配合し、まな板やふきんの除菌を可能にした食器用洗剤。「CHARMY Magica」発売に伴い、2015年1月製造終了。2016年3月に発売した「CHARMY Magica 除菌+」が実質的な後継製品となる。
CHARMY 泡のチカラ エクストラクリーン
「CHARMY 泡のチカラ 除菌EX」の業務用仕様（パッケージは一般用の「CHARMY 泡のチカラ 除菌EX」に準じたデザインとなっている）。4L入りのみの設定。2015年1月製造終了。
CHARMY Magica ハーバルグリーンの香り/無香性
2018年9月製造終了。
CHARMY Magica 除菌+ レモンピールの香り
「CHARMY Magica 速乾+ カラッと除菌」に「クリアレモンの香り」を追加設定したことに伴い、2021年2月製造終了。
CHARMY Magica 速乾+
「CHARMY Magica」をベースに植物繊維由来成分を加え、すすいだ後の水切れを速くする効果を加えた製品。「CHARMY Magica 速乾+ カラッと除菌」発売に伴い、2021年2月製造終了。
CHARMY Magica 酵素+ フレッシュグリーンアップルの香り/フレッシュピンクベリーの香り
2021年9月製造終了。
チャーミーマイルド
マイルドタイプ。オレンジの香り。2023年9月製造終了。
全自動チャーミー
「パワフルチャーミー」へ継承
パワフルチャーミー
「CHARMYクリスタパウダー」へ継承
チャーミークリスタ
「CHARMYクリスタ 庫内もすっきりジェル」へ継承
CHARMYクリスタ 庫内もすっきりジェル
「CHARMYクリスタジェル」へ継承
CHARMY クリスタ パウダー
粉末タイプの食洗機専用洗剤。2014年12月製造終了。
チャーミーグリーンクリームクレンザー
チャーミーグリーン
1982年発売以来、41年間発売されていたが、2023年9月に製造を終了した。

## キャッチフレーズ
CHARMY泡のチカラ - ｢天然アロマオイルの香りで、洗いものウキウキ!｣
CHARMY泡のチカラ除菌EX - ｢まな板・スポンジも、除菌しちゃえ!｣
CHARMY泡のチカラ手肌プレミアム - ｢おどろきの洗浄力で、手肌もいたわる。｣

## 成分
「泡のチカラ 手肌プレミアム」、「チャーミーVクイック」、「チャーミーマイルド」は2018年3月製造分より、「チャーミーグリーン」は2018年6月製造分よりそれぞれ成分組成が変更されている。
Magica 酵素+
界面活性剤（31% アルキルアミンオキシド、アルキルエーテル硫酸エステルナトリウム、ポリオキシエチレンアルキルエーテル、アルキルスルホン酸ナトリウム）
安定化剤、酵素
Magica 除菌+
界面活性剤（32% アルキルアミンオキシド、アルキルエーテル硫酸エステルナトリウム、ポリオキシエチレンアルキルエーテル、アルキルスルホン酸ナトリウム）
安定化剤、pH調整剤
Magica 速乾+ カラッと除菌
界面活性剤（25% アルキルアミンオキシド、アルキルエーテル硫酸エステルナトリウム、ポリオキシエチレンアルキルエーテル）
除菌剤、安定化剤、pH調整剤
泡のチカラ 手肌プレミアム
界面活性剤（33% アルキルアミンオキシド、アルキルエーテル硫酸エステルナトリウム、ポリオキシエチレンアルキルエーテル）
安定化剤、pH調整剤
チャーミーVクイック
界面活性剤（23% アルファオレフィンスルホン酸ナトリウム、ポリオキシエチレン脂肪酸アルカノールアミド、アルキルアミンオキシド）
安定化剤
チャーミーマイルド
界面活性剤（22% アルファオレフィンスルホン酸ナトリウム、アルキルアミンオキシド、ポリオキシエチレン脂肪酸アルカノールアミド）
安定化剤
チャーミーグリーン
界面活性剤（13% アルファオレフィンスルホン酸ナトリウム、ポリオキシエチレン脂肪酸アルカノールアミド）
安定化剤

## CM
CMソング
「ライオンチャーミー」子門真人（作曲 すぎやまこういち）
「ライオンチャーミーグリーン’８８ＣＭ」太田裕美（作曲 小杉保夫）
「チャーミーダンス」嶋大輔（作詞・作曲 渡辺敬之）
「手をつなごう」山崎まさよし（作詞・作曲 山崎将義）
歴代TV-CM出演タレント
松本明子、岡江久美子、テリー伊藤、千秋、大槻ケンヂ（チャーミーV、2000年3月 - 2001年）
松田聖子（チャーミー液ジェル、チャーミーV、チャーミーVクイック、2001年 - 2004年）
城島茂（チャーミーリブ 2004年5月29日 - 2005年）
すごいあわさん しょぼいあわさん（泡のチカラ 2007年3月21日 - 2009年）
氷川きよし（チャーミーリブ 2005年9月17日 - 2006年）
ディラン&キャサリン（クリスタ 2009年4月1日 - 2010年）
泡賀剥ヶ介（泡のチカラ 2009年9月16日 - 2011年）
友近（クリスタ・クリスタパウダー 2010年 - 2012年）
木下優樹菜（泡のチカラ 2011年9月21日 - 2013年）
役所広司（Magica 2015年1月21日 - 2016年）
天海祐希（Magica 2017年3月 - 2018年7月17日）
濱田岳（Magica 2018年7月18日 - ）
オリジナルキャラクター（泡のチカラ）
すごいあわさん
明るく社交的で新しいもの好き。キメ細やかで豊かな泡を頭に乗せている。体色はピンク。愛称は「泡奥さま」。
汚れたお皿を見ると放っておけないアネゴ肌な性格。カラダ全部を使って、お皿の汚れを落としていく様は圧巻。
しょぼいあわさん
泡立ちの悪い泡を頭に乗せている。体色は水色。
すぐ泡がへたってしまうのでいつもイライラしている。すごいあわさんにすすめられた「泡のチカラ」に変えようかと提案中。

## CM内容
チャーミーグリーン初期は一般の新婚夫婦が馴れ初めなどを語る内容だったが、新妻の方は毎回顔を両手で隠していた。その後「チャーミーグリーンを使うと手を繋ぎたくなる。」という歌に乗せて買い物中の新婚夫婦が踊るシリーズに変更された。

## 競合商品
- ファミリー（花王） - このシリーズの対抗商品
- ジョイ（P&G）